# 刻菲索斯
刻菲索斯（希臘語：Κηφισός）是古希腊的一位河神。他是蓬托斯和塔拉萨的儿子。根据奧維德、许癸努斯和斯塔提乌斯的说法，刻菲索斯也是納西瑟斯的父亲。